# Tom Clancy’s Splinter Cell: Pandora Tomorrow
Tom Clancy’s Splinter Cell: Pandora Tomorrow (с англ. — «Tom Clancy’s Splinter Cell: Пандора Завтра») — видеоигра в жанре стелс-экшен, вторая часть серии Splinter Cell, разработанная студией Ubisoft Shanghai, в то время, как авторы первой части Splinter Cell занимались созданием третьей Splinter Cell: Chaos Theory. Главного героя Сэма Фишера озвучил актёр Майкл Айронсайд. Музыку для игры написал Лало Шифрин. Сэм Фишер должен остановить харизматичного индонезийского военного лидера Сухади Садоно, который желает использовать опасный биологический вирус оспы против США.
Pandora Tomorrow стала первой стелс-игрой с мультиплеерным режимом. В начале разработки игра называлась Shadow Strike.

## Геймплей
Геймплей мало отличается от первой части серии. В игре немного улучшилось графическое оформление. Сэм получил в своё распоряжение пистолет с лазерным прицелом, который стреляет гораздо точнее, чем предыдущий аналог, плюс новые гранаты. Сэм научился открывать двери, пока тащит тело врага и свистеть. Для преодоления открытых проходов незамеченным Сэм получил возможность, называемую «поворот SWAT». Кроме этого он научился делать двойной прыжок наполовину. PS2 и NGC версии получили дополнительную сцену в джунглях (расширенный уровень завода по очистке героина). Единственным предметом, исчезнувшим из инвентаря, стал химический осветитель, на который враги реагировали некорректно.

## Сюжет
Индонезийские террористы во главе с Сухади Садоно захватили посольство США в столице Восточного Тимора — Дили. АНБ срочно вызывает Сэма Фишера и даёт задание — проникнуть в захваченное посольство. Сэма высаживают на побережье Дили. Дальше он должен пройти через деревню, при этом никого не убивая и не поднимая тревоги. Сэм удачно с этим справляется и попадает в здание посольства, где впервые видит Сухади Садоно. Задание Фишера — допросить одного из заложников — Дугласа Шетланда. Сэм удачно справляется с этим заданием и получает компьютерные сведения на малоизученном местном языке. Чтобы перевести их, Сэм отправляется в другой конец посольства и показывает их переводчице Ингрид Карлтсон, которая работала в посольстве. И хотя абсолютной точности перевода достигнуть нельзя, несколько слов указывают на криогенные лаборатории «Солнье Криогеникс» в Париже. Сэм покидает территорию посольства, в то время, как спецподразделения США начинают штурм, и отправляется во Францию. Прибыв на место, он обнаруживает, что в лаборатории стремительно заметают следы своего пребывания террористы во главе с загадочным «Жертвенным Пингвином». В ходе расследования, Сэм находит единственного выжившего охранника лабораторий, который успел сфотографировать лидера боевой группы. Изучив данные, АНБ установило, что «Жертвенный Пингвин» — американский агент Норман Сот, который как раз находится в пути на скоростном поезде «Париж — Ницца». Сэм незаметно проникает в экспресс, находит предполагаемого главаря террористов и допрашивает его. Но разговор неожиданно прерывает звонок, на который Сот отвечает и из которого становится ясно, что он — двойной агент и работает вместе с Сухади Садоно. Сот осознаёт, что раскрыт, и пытается устранить Фишера, но тот, предварительно взломав ноутбук «Жертвенного Пингвина», быстро сходит с поезда при помощи вертолёта АНБ.
Ноутбук Сота указал на его связь с группой сирийских террористов, базирующихся в Иерусалиме. Также АНБ стало известно, что то, ради чего Сот ворвался в «Солнье Криогеникс», он недавно передал им. Так что Сэма перебрасывают в Израиль и там он, при помощи агента местной разведки Шин Бет Далии Тал, выходит на подземное логово террористов. Но вскоре Далия предаёт Сэма, и тот вынужден её застрелить (этого можно и не делать, но тогда после выхода из подземелий Сэму придётся сразиться с отрядом снайперов), чтобы потом чудом избежать ловушки сирийцев, добыть информацию и покинуть Иерусалим живым. В ходе миссии устанавливается, что в Париже Сот был, чтобы забрать изобретение учёных «Солнье», которое позволяло безопасную транспортировку разработанного сирийскими террористами штамма оспы. Этот вирус является своеобразной «страховкой» для Садоно, чьё восстание Сот использует, чтобы отомстить США за нанесённые в прошлом обиды. Осознав размах этого плана, АНБ отправляет Сэма в лагерь повстанцев в джунглях Индонезии, чтобы понять, как именно работает «страховка». Выясняется, что каждый вечер Садоно делает звонок с кодовой фразой «Pandora Tomorrow», который через сервер на тайной подводной лодке у острова Комодо передаётся по всем местам хранения вируса на территории США. И, пока эти места не определены и все штаммы не обезврежены, уничтожение или захват Садоно невозможен. Впрочем, побывав на вышеозначенной подводной лодке, Сэм передаёт в АНБ информацию обо всех возможных точках хранения вируса, которые позже нейтрализуются агентами подразделения Shadownet.
Теперь настало время заняться лидерами этого заговора. Вначале Сэм проникает на захваченный индонезийский телецентр, где Садоно собирается выступить с обращением к якобы беспомощным США. Но до того, как ему удаётся это сделать, Фишер перебивает всех людей в студии и хватает Садоно, чтобы позже передать его американским военным. Сот в это время готовится к отчаянному удару по Лос-Анджелесскому аэропорту, планируя распылить вирус через систему вентиляции. Но Фишер успевает остановить его, нейтрализовать его помощников и обезвредить бомбу. Угроза миновала, Сэм уходит из здания аэропорта навстречу закату.

## Мультиплеер
Самым значимым отличием Pandora Tomorrow от первой части является многопользовательский режим. Он представляет собой сражения между наёмниками Argus и шпионами Shadownet. Игра за наёмников аналогично шутеру от первого лица. Игра за шпионов больше похожа на однопользовательский режим Pandora Tomorrow. Хотя наёмники обладают гораздо большей огневой мощью, шпионы умеют прятаться в тени, карабкаться на различные поверхности, бегать по стенам и незаметно устранять наёмников одного за другим. Максимальное количество игроков в многопользовательском режиме ограничено 4. GameCube не обладает режимом мультиплеера.

### Режимы
- Нейтрализация — шпионы должны деактивировать бомбу с вирусом ND133. Наёмники должны препятствовать этому.
- Извлечение — шпионы должны отыскать ND133, вытащить из неё лампы и принести их в точку извлечения. Наёмники должны соответственно помешать шпионам.
- Саботаж — шпионы должны установить модем на стену рядом с ND133. Когда таймер на модеме остановится ND133 будет нейтрализована. Наёмники должны помешать шпионам сделать это.

### Шпионы
Шпионы вооружены только оглушающим оружием, поэтому они должны ориентироваться на скрытность и спецприборы, которые дают преимущество в определённых условиях (вроде очков ночного видения).

### Наёмники
Наёмники хорошо вооружены, но практически не имеют спецприборов, в отличие от шпионов. Всё их вооружение ориентировано на мгновенное уничтожение противника.

## Оценки
| Сводный рейтинг       | Сводный рейтинг     | Сводный рейтинг     | Сводный рейтинг     | Сводный рейтинг     | Сводный рейтинг    |
| Издание               | Оценка              | Оценка              | Оценка              | Оценка              | Оценка             |
| Издание               | GBA                 | GC                  | PC                  | PS2                 | Xbox               |
| --------------------- | ------------------- | ------------------- | ------------------- | ------------------- | ------------------ |
| GameRankings          | 67,19 %             | 80,40 %             | 85,28 %             | 86,74 %             | 92,37 %            |
| Metacritic            | 68/100 (19 обзоров) | 78/100 (25 обзоров) | 87/100 (28 обзоров) | 87/100 (45 обзоров) | 93/100 (74 обзора) |
| MobyRank              | 69/100              | 71/100              | 88/100              | 86/100              | 92/100             |
| Иноязычные издания    |                     |                     |                     |                     |                    |
| Издание               | Оценка              | Оценка              | Оценка              | Оценка              | Оценка             |
| Издание               | GBA                 | GC                  | PC                  | PS2                 | Xbox               |
| 1UP.com               | C                   | B-                  | B-                  | A                   | A                  |
| AllGame               | [ 22 ]              | [ 23 ]              | [ 24 ]              | [ 25 ]              | [ 26 ]             |
| CVG                   | N/A                 | 7,9/10              | 8,9/10              | 9,3/10              | 9,4/10             |
| Eurogamer             | N/A                 | N/A                 | N/A                 | N/A                 | 8/10               |
| GameRevolution        | N/A                 | N/A                 | N/A                 | N/A                 | B                  |
| GameSpot              | N/A                 | N/A                 | 9,1/10              | N/A                 | N/A                |
| GameSpy               | [ 34 ]              | [ 35 ]              | [ 36 ]              | [ 37 ]              | [ 38 ]             |
| GamesRadar+           | N/A                 | N/A                 | N/A                 | N/A                 | [ 39 ]             |
| IGN                   | 7/10                | 8/10                | 9,5/10              | 8,2/10              | 9,5/10             |
| XboxAddict            | N/A                 | N/A                 | N/A                 | N/A                 | 94,1 %             |
| GameStats             | 7,0/10              | 8,2/10              | 8,9/10              | 8,6/10              | 9,0/10             |
| Русскоязычные издания |                     |                     |                     |                     |                    |
| Издание               | Оценка              | Оценка              | Оценка              | Оценка              | Оценка             |
| Издание               | GBA                 | GC                  | PC                  | PS2                 | Xbox               |
| Absolute Games        | N/A                 | N/A                 | 79 %                | N/A                 | N/A                |
| «Страна игр»          | N/A                 | N/A                 | 8,0/10              | N/A                 | N/A                |